# Femke Prins
Femke Prins (Hoofddorp, 13 november 2001) is een Nederlands voetbalspeelster. Ze speelt als aanvaller voor ADO Den Haag.

## Carrière
Prins begon haar carrière bij de amateurclub SV Hoofddorp. Vervolgens speelde ze in haar jeugdjaren bij SV Overbos en VV Ter Leede. In 2021 werd ze profvoetbalster bij VV Alkmaar. Op 4 februari 2022 maakte Prins haar debuut in de Vrouwen Eredivisie in een uitwedstrijd tegen Excelsior. In een thuiswedstrijd tegen sc Heerenveen maakte ze haar eerste doelpunt in de Eredivisie.
Voorafgaande aan het seizoen 2022/23 maakte Prins de overstap naar Telstar, dat in dat seizoen weer terugkeert in de Vrouwen Eredivisie. Op 18 september 2022 maakte Prins haar debuut voor de Witte Leeuwinnen. In een uitwedstrijd tegen Fortuna Sittard maakte ze haar eerste doelpunt voor de Witte Leeuwinnen.
Op 29 maart 2023 maakte FC Utrecht, dat in het seizoen 2023/24 eveneens terugkeerde in de Vrouwen Eredivisie, bekend Prins voor één jaar aan zich te hebben verbonden. Prins maakte haar debuut voor de club uit de Domstad op 10 september 2023 in een thuiswedstrijd tegen Feyenoord in Stadion Galgenwaard die FC Utrecht met 4-2 weet te winnen. In een thuiswedstrijd tegen AZ op 18 november 2023 maakte Prins haar eerste doelpunt voor de ploeg uit de Domstad.
In de zomer van 2024 verliet Prins FC Utrecht en maakte ze de overstap naar Fortuna Sittard. In Sittardse dienst kwam ze tot drie doelpunten in 22 wedstrijden. Nadat Fortuna Sittard door financiële moeilijkheden werd opgeheven, verliet Prins noodgedwongen de club en maakte ze de overstap naar competitiegenoot ADO Den Haag. In de Hofstad tekende ze een tweejarig contract.

## Statistieken
| Seizoen | Club            | Competitie         | Competitie | Competitie | Beker | Beker | Overig | Overig | Totaal | Totaal |
| Seizoen | Club            | Competitie         | Wed.       | Dlp.       | Wed.  | Dlp.  | Wed.   | Dlp.   | Wed.   | Dlp.   |
| ------- | --------------- | ------------------ | ---------- | ---------- | ----- | ----- | ------ | ------ | ------ | ------ |
| 2021/22 | VV Alkmaar      | Vrouwen Eredivisie | 5          | 1          | 1     | 0     | 0      | 0      | 6      | 1      |
| 2022/23 | Telstar         | Vrouwen Eredivisie | 12         | 1          | 0     | 0     | 0      | 0      | 12     | 1      |
| 2023/24 | FC Utrecht      | Vrouwen Eredivisie | 15         | 2          | 2     | 0     | 0      | 0      | 17     | 2      |
| 2024/25 | Fortuna Sittard | Vrouwen Eredivisie | 22         | 3          | 2     | 2     | 0      | 0      | 24     | 5      |
| Totaal  | Totaal          | Totaal             | 54         | 7          | 5     | 2     | 0      | 0      | 59     | 9      |

Bijgewerkt t/m 18 juni 2025.